# Pistolet Astra A-100
Astra A-100 (Astra Panther) – hiszpański pistolet samopowtarzalny.

## Historia
Pistolet A-100 został zaprojektowany na początku lat 90. głównie na rynek cywilny. Konstrukcja tej broni była oparta na pistolecie A-90. podstawową różnicą było usunięcie bezpiecznika nastawnego. Pistolet był produkowany w wersjach Standard (oksydowanej), Bicolor (nazywanej też Duo Panther ze szkieletem niklowanym i oksydowanym zamkiem), Inox (ze stali nierdzewnej) oraz Light (wersja ze szkieletem ze stopu lekkiego).
W latach 90. A-100 został przyjęty do uzbrojenia przez hiszpańską policję.

## Opis
Astra A-100 była bronią samopowtarzalną. Zasada działania oparta na krótkim odrzucie lufy. Zamek ryglowany przez przekoszenie lufy, rolę rygla pełniła odpowiednio ukształtowana górna część komory nabojowej. Mechanizm spustowy kurkowy, z samonapinaniem. Pistolet A-100 nie posiadał bezpiecznika nastawnego, a jedynie automatyczny bezpiecznik wewnętrzny zwalniany poprzez ściąganie spustu. Kurek można było zwolnić bez strzału dźwignią umieszczoną na szkielecie przed chwytem.
Astra A-100 była zasilana z wymiennego magazynka pudełkowego o pojemności 9 (.45 ACP), 10 (.40 S&W) lub 17 (9 mm Parabellum) naboi, umieszczonego w chwycie. Przycisk zwalniania magazynka znajdował się po lewej stronie chwytu, za kabłąkiem spustowym. Po wystrzeleniu ostatniego naboju zamek zatrzymywał się w tylnym położeniu, zatrzask zamka po lewej stronie pistoletu, nad chwytem.
Lufa gwintowana. Przyrządy celownicze mechaniczne, stałe (muszka i szczerbinka). Pistolet był wykonany ze stali (A-100, zamek wersji A-100L) i stopu aluminium (szkielet wersji A-75L).